# Max Maag
 (janvier 2015).
Si vous disposez d'ouvrages ou d'articles de référence ou si vous connaissez des sites web de qualité traitant du thème abordé ici, merci de compléter l'article en donnant les références utiles à sa vérifiabilité et en les liant à la section « Notes et références ».
Max Maag (né le 7 février 1883 à Dorf am Irchel et mort le 16 février 1960 à Zurich) est un ingénieur mécanique et facteur d'orgues suisse.

## Biographie
Maag fut très impliqué dans la conception de mécanismes de transmissions. Il développa jusqu'en 1908 un système pour la fabrication de roues dentées, la mise en production de celui-ci demanda néanmoins une grande précision. À la même époque il déposa un brevet dans 14 pays pour une raboteuse pour la fabrication de roues droites. Il signa également un contrat avec les États-Unis pour la fabrication sous licence des machines Maag.
La technique de taillage développée par Maag, utilise une crémaillère affûtée pour découper la roue et permet la réalisation de roues dentées de haute précision.
En 1913 Maag reprit les halles du l'usine de voitures Safir à Zurich et fonda la compagnie Max Maag Zahnradfabrik (fabrique roues dentées Max Maag), qui devint plus tard Maag-Zahnräder AG. La bonne conjoncture durant la première guerre mondiale permit à la société qui comptait 24 employés à la fondation d'employer 1 500 personnes en 1918. En 1928 la société produisit des pompes pour la première fois. En 1991 la société fut divisée : aujourd’hui Maag Pump Systems AG produit des pompes à roues dentées et FLSmidth MAAG Gear AG produit des mécanismes.
En 1915 Maag fonda en collaboration avec la Luftschiffbau Zeppelin GmbH la Zahnradfabrik Friedrichshafen (fabrique de roues dentées de Friedrichshafen). 
Après une crise financière du groupe d'entreprises Maag en 1923, Max Maag se retrouve écarté de la direction. Il quitta en 1926 l'entreprise qu'il avait fondée. À partir de cette date il poursuivit une carrière d'inventeur et d'entrepreneur d'opportunité (Gelegenheitsunternehmers) et dut régulièrement faire face à des difficultés financières. Même si la firme Maag le soutenait financièrement, il ne parvint pas à avoir un nouveau succès entrepreneurial. Il développa et fabriqua en 1928 une machine à aiguiser les lames de rasoir, la lame de rasoir Maag fut vendue durant des années, mais aucune grande entreprise n'acheta de licence et Maag dut se retirer des affaires.
Maag se lança dans la manufacture d'orgues. Il fabriqua la première orgue Maag en 1935, et continua cette activité durant quelques années.
La technique Micro-Maag, qui permet de mesurer des perforations entre 5 et 200 mm ne fut pas un succès.

## Distinctions
- Docteur honoris causa en sciences techniques de l'École polytechnique fédérale de Zurich en 1955